# Liopropoma tonstrinum
Liopropoma tonstrinum là một loài cá biển thuộc chi Liopropoma trong họ Cá mú. Loài này được mô tả lần đầu tiên vào năm 1988.

## Phân bố và môi trường sống
L. tonstrinum có phạm vi phân bố ở Tây và Trung Thái Bình Dương. Loài cá này được tìm thấy ở ngoài khơi các quần đảo thuộc 3 tiểu vùng Melanesia, Micronesia và Polynesia; và cũng được ghi nhận tại Bắc Maluku (Indonesia) và ngoài khơi phía đông đảo New Guinea (Papua New Guinea). Ở Đông Nam Ấn Độ Dương, L. tonstrinum chỉ được ghi nhận tại đảo Giáng Sinh của Úc. L. tonstrinum sống đơn độc, thường ẩn mình trong các hang động và bên dưới các gờ đá ở độ sâu khoảng từ 11 đến 50 m.

## Mô tả
Chiều dài cơ thể tối đa được ghi nhận ở L. tonstrinum là 8 cm. Thức ăn của chúng là các loài động vật không xương sống nhỏ.
Số gai ở vây lưng: 8; Số tia vây mềm ở vây lưng: 12; Số gai ở vây hậu môn: 3; Số tia vây mềm ở vây hậu môn: 8.